# Aftandil Hacıyev
Aftandil Hacıyev (Baku, 13 agosto 1981) è un allenatore di calcio ed ex calciatore azero, di ruolo difensore.

## Carriera

### Club
Ha sempre giocato nella massima serie del proprio paese con varie squadre.

### Nazionale
Debutta nel 2000 con la nazionale azera.

## Palmarès

### Giocatore

#### Competizioni nazionali
- Coppa d'Azerbaigian: 1

Qarabag: 2008-2009